# Miss India Suriname
Miss India Suriname is een schoonheidswedstrijd met deelnemers uit Suriname met voorouders uit India. De winnaressen van de wedstrijd nemen het tegen elkaar op tijdens de internationale Miss India Worldwide.

## Titelhouders
Hieronder volgen de uitzendingen van Miss India Suriname naar Miss India Worldwide. De uitzendingen van 2013 en 2014 gingen zonder verkiezing van een Miss India Suriname gepaard.
- 1997: Rosana Mahawatkhan
- 1998: Shamla Mathoera
- 1999: Maya Sudama
- 2000: Namita Ajodhia
- 2006: Fareisa Joemmanbaks, ook winnares Miss India Worldwide 2007[1][2]
- 2007: Vanita Singh[3]
- 2008: Pamela Mangroelal[4]
- 2009: Cher Merchand[5]
- 2010: Sunaina Jagroep
- 2011: Varsha Ramratan[6]
- 2013: Jeanine Jaikaran[7]
- 2014: Darshani Khodabaks[8]
- 2015-2017: geen verkiezingen[9]
- 2018: Rishika Poeran[10]
- 2019: Raveena Bharat[11]
- 2020: Geen verkiezing
- 2021: Geen verkiezing
- 2022: Sheesha Sahibdin
- 2023: Lisa Abdoelhak, ook First Runner-Up Miss India Worldwide 2024[12]